# Pós-feminismo
 O termo pós-feminismo é usado para descrever reações contra contradições e ausências no feminismo, especialmente feminismo de segunda onda e feminismo de terceira onda. O termo pós-feminismo às vezes é confundido com feminismos subsequentes, como o feminismo da quarta onda e o xenofeminismo (parte do ciberfeminismo).
A ideologia do pós-feminismo é reconhecida por seu contraste com o feminismo predominante ou precedente. Algumas formas de pós-feminismo se esforçam para o próximo estágio no progresso relacionado ao gênero e, como tal, é frequentemente concebido como favorável a uma sociedade que não é mais definida por papéis e expressões de gênero rígidos. Uma pós-feminista é uma pessoa que acredita, promove ou incorpora qualquer uma das várias ideologias que surgem do feminismo da década de 1970, seja favorável ou antagônico ao feminismo clássico.
O pós-feminismo pode ser considerado uma forma crítica de compreender as relações alteradas entre feminismo, cultura popular e feminilidade. O pós-feminismo também pode apresentar uma crítica ao feminismo de segunda onda ou feminismo de terceira onda, questionando seu pensamento e essencialismo binaristas, sua visão da sexualidade e sua percepção das relações entre feminilidade e feminismo. Também pode complicar ou mesmo negar inteiramente a noção de que a igualdade absoluta de gênero é necessária, desejável ou realisticamente alcançável.

## História do termo
Em 1919, foi lançado um jornal no qual "fêmeas literárias radicais" afirmavam "'estamos interessadas nas pessoas agora - não em homens e mulheres'", que "os padrões morais, sociais, econômicos e políticos 'não deveriam ter nada a ver com fazer com sexo'" , que seria algo como 'pró-mulher sem ser anti-homem'" , e que "sua postura [se chama] 'pós-feminista'".
O termo foi usado na década de 1980 para descrever uma reação contra o feminismo de segunda onda. O pós-feminismo é agora um rótulo para uma ampla gama de teorias que fazem abordagens críticas aos discursos feministas anteriores e incluem desafios às ideias da segunda onda. Outras pós-feministas dizem que o feminismo não é mais relevante para a sociedade de hoje. Amelia Jones escreveu que os textos pós-feministas que surgiram nas décadas de 1980 e 1990 retratavam o feminismo de segunda onda como uma entidade monolítica e eram excessivamente generalizantes em suas críticas.
A década de 1990 viu a popularização desse termo, tanto no mundo acadêmico quanto no mundo da mídia. Foi visto como um termo tanto de elogio quanto de desprezo. Toril Moi, professor da Duke University, cunhou originalmente o termo em 1985 na política Sexual/Textual para defender um feminismo que desconstruiria o binário entre igualdade baseada no feminismo "liberal" e feminismo baseado na diferença ou "radical". Há confusão em torno do significado pretendido de "pós" no contexto de "pós-feminismo". Essa confusão tem atormentado o próprio significado de "pós-feminismo" desde os anos 1990. Embora o termo pareça, por um lado, anunciar o fim do feminismo, por outro lado, ele próprio se tornou um local de política feminista.
Atualmente, história feminista é caracterizada pela luta para descobrir a situação presente - muitas vezes articulada como uma preocupação sobre se ainda existe algo chamado "feminismo" - escrevendo no passado. É aqui que o significado de "pós" como uma ruptura histórica é preocupante, pois "pós" se oferece para situar o feminismo na história ao proclamar o fim desta história. Em seguida, confirma a história feminista como uma coisa do passado. No entanto, alguns afirmam que é impossível que o feminismo se alinhe com "pós" quando isso é impensável, pois seria o mesmo que chamar o mundo atual de uma sociedade pós-racista, pós-classista e pós-sexista.
Com o passar dos anos, o significado do pós-feminismo tem se ampliado, abrangendo muitos significados diferentes, como é o caso do feminismo. Na literatura feminista, as definições tendem a cair em duas categorias principais: 1) "morte do feminismo", "antifeminismo", "feminismo é irrelevante agora" e 2) o próximo estágio do feminismo, ou feminismo que cruza com outros "pós-”filosofias/teorias, como pós-modernismo, pós-estruturalismo e pós-colonialismo. 

## Características
O início da década de 1980 foi quando a mídia começou a rotular mulheres adolescentes e mulheres na casa dos vinte anos de "geração pós-feminista". Depois de vinte anos, o termo pós-feminista ainda é usado para se referir a mulheres jovens, "que se pensa que se beneficiam do movimento das mulheres por meio da expansão do acesso a emprego e educação e novos arranjos familiares, mas ao mesmo tempo não pressionam por mais mudanças políticas", Pamela Aronson, Professora de Sociologia, afirma. O pós-feminismo é um tópico altamente debatido, pois implica que o feminismo está "morto" e "porque a igualdade que ele assume é em grande parte um mito".
De acordo com o Prof. D. Diane Davis, o pós-feminismo é apenas uma continuação do que os feminismos de primeira e segunda ondas desejam.
A pesquisa conduzida na Kent State University estreitou o pós-feminismo a quatro reivindicações principais: o apoio ao feminismo diminuiu; as mulheres começaram a odiar o feminismo e as feministas; a sociedade já havia alcançado a igualdade social, tornando o feminismo obsoleto; e o rótulo "feminista" não era apreciado devido ao estigma negativo.

## Exemplos de trabalho pós-feminista
Em seu livro de 1994, Who Stole Feminism? Como as mulheres traíram as mulheres, Christina Hoff Sommers considera muito da teoria feminista acadêmica moderna e do movimento feminista ginocêntrico. Ela rotula isso de "feminismo de gênero" e propõe "feminismo de equidade" - uma ideologia que visa a plena igualdade civil e legal. Ela argumenta que enquanto as feministas que ela designa como feministas de gênero defendem o tratamento preferencial e retratam as mulheres como vítimas, o feminismo de igualdade fornece uma forma alternativa viável de feminismo. Essas descrições e seus outros trabalhos fizeram com que Hoff Sommers fosse descrita como antifeminista por algumas outras feministas.
Algumas feministas contemporâneas, como Katha Pollitt ou Nadine Strossen, consideram o feminismo simplesmente que "as mulheres são pessoas". Visões que separam os sexos em vez de uni-los são consideradas por essas escritoras mais sexistas do que feministas.
Amelia Jones é autora de textos pós-feministas que surgiram nos anos 1980/1990 e retratou o feminismo de segunda onda como uma entidade monolítica e criticou-o usando generalizações.
Um dos primeiros usos modernos do termo foi no artigo de Susan Bolotin de 1982 "Voices of the Post-Feminist Generation", publicado na New York Times Magazine. Este artigo foi baseado em uma série de entrevistas com mulheres que concordaram amplamente com os objetivos do feminismo, mas não se identificaram como feministas.
Susan Faludi, em seu livro Backlash: The Undeclared War Against American Women, de 1991, argumentou que uma reação contra o feminismo de segunda onda na década de 1980 redefiniu com sucesso o feminismo por meio de seus termos. Ela argumentou que isso construiu o movimento de libertação das mulheres como a fonte de muitos dos problemas que supostamente assolavam as mulheres no final dos anos 1980. Ela também argumentou que muitos desses problemas eram ilusórios, construídos pela mídia sem evidências confiáveis. Segundo ela, esse tipo de reação é uma tendência histórica, recorrente quando se constatou que as mulheres tiveram ganhos substanciais em seus esforços pela igualdade de direitos.
Angela McRobbie argumentou que adicionar o prefixo pós - feminismo minou os avanços que o feminismo fez para alcançar a igualdade para todos, incluindo as mulheres. Na opinião de McRobbie, o pós-feminismo deu a impressão de que a igualdade foi alcançada e as feministas agora podiam se concentrar em algo totalmente diferente. McRobbie acreditava que o pós-feminismo era visto com mais clareza nos chamados produtos de mídia feministas, como o Diário de Bridget Jones, Sex and the City e Ally McBeal. Personagens femininas como Bridget Jones e Carrie Bradshaw afirmavam ser liberadas e claramente gostavam de sua sexualidade, mas o que elas estavam constantemente procurando era o único homem que faria tudo valer a pena.
As representações do pós-feminismo podem ser encontradas na cultura pop. O pós-feminismo tem sido visto na mídia como uma forma de feminismo que aceita a cultura popular em vez de rejeitá-la, como era típico das feministas da segunda onda. Muitos programas populares da década de 1990 e início de 2000 são considerados trabalhos pós-feministas porque tendem a se concentrar em mulheres que são empoderadas por representações culturais populares de outras mulheres. Por causa disso, as pós-feministas alegaram que essa mídia era mais acessível e inclusiva do que as representações anteriores de mulheres na mídia; no entanto, algumas feministas acreditam que os trabalhos pós-feministas se concentram muito nas mulheres brancas de classe média.  Esses programas e filmes incluem The Devil Wears Prada, Xena: Warrior Princess, The Princess Diaries e Buffy the Vampire Slayer . Outro exemplo é Sex and the City . Carrie Bradshaw de Sex and the City é um exemplo de personagem que vive uma vida pós-feminista. Enquanto sua personagem tenta viver um estilo de vida sexualmente liberado, Bradshaw está presa incessantemente em busca do amor e da validação de um homem. O equilíbrio entre a vida independente de Bradshaw como colunista de sucesso e o desejo de encontrar um marido exemplifica a tensão do pós-feminismo. Muitos desses trabalhos também envolvem mulheres monitorando sua aparência como uma forma de autocuidado, seja na forma de dieta, exercícios ou - mais popularmente - cenas de reforma. A literatura pós-feminista - também conhecida como chick lit - foi criticada por feministas por temas e noções semelhantes. No entanto, o gênero também é elogiado por ser confiante, espirituoso e complicado, trazendo temas feministas, girando em torno das mulheres e reinventando padrões de ficção. Exemplos também podem ser encontrados em Pretty Little Liars. Os romances exploram a complexidade da infância em uma sociedade que assume a igualdade de gênero, o que está de acordo com o pós-feminismo. A vigilância constante e autopoliciamento dos protagonistas da série retrata o desempenho da heterossexualidade, hiperfeminilidade e olhar crítico imposto às meninas. O materialismo e o desempenho das meninas em Pretty Little Liars critica a noção de que a sociedade tem plena igualdade de gênero e, portanto, oferece uma crítica ao pós-feminismo.
Em um artigo sobre anúncios impressos de joias em Cingapura, Michelle Lazar analisa como a construção da feminilidade 'pós-feminista' deu origem a um híbrido neoliberal de "pronunciado senso de identidade ou 'identidade'". Ela afirma que o número crescente de mulheres assalariadas levou os anunciantes a atualizarem sua imagem de mulher, mas que "por meio dessa dentidade pós-feminista híbrida, os anunciantes encontraram uma maneira de reinstalar uma nova normatividade que coexiste com o status quo". Anúncios pós-feministas e moda têm sido criticados por usar a feminilidade como uma mercadoria velada como liberação.